# Aeroporto Internacional do Caribe Santiago Mariño
O Aeroporto Internacional do Caribe "Santiago Mariño" , está localizado na Ilha de Margarita, na Venezuela, servindo a cidade de Porlamar e em geral, a toda a ilha. Devido a sua localização estratégica, conecta facilmente a ilha de Margarita com as principais cidades da Venezuela assim como do resto do mundo e é considerado como um dos melhores aeroportos da área caribenha. Este aeroporto recwbe voos internacionais procedentes de vários destinos em todo o mundo y o volume de passageiros que pode manejar se incrementa ao agregar rotas com conexão em Caracas, distante apenas cinqüenta (50) minutos.
Atualmente, operam desde este aeroporto onze linhas aéreas que cobrem rotas regulares entre Porlamar e outras cidades na Venezuela, além de oito líneas de aero-táxis; porém que as rotas internacionais são cobertas por 28 linhas aéreas em voos charter e duas linhas aéreas com voos regulares.
Foi inaugurado no ano 1975, em substituição do antigo e famoso aeródromo de Porlamar "Luisa Cáceres de Arismendi". na atualidade é o único aeroporto comercial que existe na Ilha de Margarita.

## Destinos
| Destinos por aerolínea              | Destinos por aerolínea |
| Aerolíneas                          | Ciudades |
| ----------------------------------- | --- |
| Aeropostal 2 destinos               | Nacionais (2): Caracas / Valencia |
| Albatros Airlines 1 destino         | Nacional (1): Caracas |
| Avior Airlines 1 destino            | Nacional (1): Caracas |
| Conviasa 11 destinos                | Nacionais (11): Barcelona / Barquisimeto / Barinas / Caracas / Ciudad Guayana / El Vigía / La Fría / Maracaibo / Maturín / San Cristóbal / Valencia |
| Estelar Latinoamérica 1 destino     | Nacional (1): Caracas |
| Laser Airlines 2 destinos           | Nacionais (2): Ciudad Guayana / Caracas |
| Rutaca Airlines 3 destinos          | Nacionais (3): Caracas / Maturín / San Antonio del Táchira                                                                                          |
| Turpial Airlines 1 destinos         | Nacional (1): Valencia |
| Venezolana 2 destinos               | Nacionais (2): Barquisimeto / Caracas |
| Nordwind Airlines 1 destino         | Internacional (1): Moscou |
| Plus Ultra Líneas Aéreas 2 destinos | Internacionais (2): Katowice / Varsóvia |
|                                     | |

### Destinos internacionais
| Cidades  | Nome do aeroporto                              | Companhias Aéreas |        |  |
| Europa   | Europa                                         | Europa            | Europa |  |
| -------- | ---------------------------------------------- | ----------------- | ------ |  |
| Polônia  |                                                |                   |        |  |
| Katowice | Aeroporto Internacional de Katowice            | Plus Ultra        |        |  |
| Varsovia | Aeroporto de Varsóvia-Chopin                   | Plus Ultra        |        |  |
| Rússia   |                                                |                   |        |  |
| Moscou   | Aeroporto Internacional de Moscou-Sheremetievo | Nordwind Airlines |        |  |
|          |                                                |                   |        |  |

## Ligações Externas
- Aeroporto de Margarita (Página oficial)